# Lake Killamperpunna
Der Lake Killamperpunna ist ein See im Nordosten des australischen Bundesstaates South Australia. 
Der See liegt am Unterlauf des Cooper Creek am Übergang der Strzelecki-Wüste zur Tirariwüste, westlich anschließend an den Lake Warrawarrinna.